# Plectroglyphidodon leucozonus
Plectroglyphidodon leucozonus là một loài cá biển thuộc chi Plectroglyphidodon trong họ Cá thia. Loài này được mô tả lần đầu tiên vào năm 1859.

## Từ nguyên
Từ định danh của loài được ghép bởi hai từ trong tiếng Latinh: leuco ("màu trắng") và zonus ("dải sọc"), hàm ý đề cập đến dải sọc dọc màu trắng ở giữa thân của chúng.

## Phạm vi phân bố và môi trường sống
P. leucozonus có phạm vi phân bố rộng khắp khu vực Ấn Độ Dương - Thái Bình Dương. Từ Biển Đỏ và dọc theo bờ biển Đông Phi, loài này được ghi nhận trải dài về phía đông đến quần đảo Marshall và quần đảo Pitcairn, ngược lên phía bắc đến Nhật Bản, giới hạn phía nam đến Úc.
Môi trường sống phổ biến của P. leucozonus là gần những rạn san hô ở độ sâu đến ít nhất là 6 m.

## Mô tả
P. leucozonus có chiều dài cơ thể tối đa được ghi nhận là 12 cm. Cơ thể của P. leucozonus có màu nâu sẫm, chuyển thành màu vàng ở cuống và vây đuôi. Bên dưới gai vây lưng thứ 8 có một dải sọc trắng kéo dài xuống bụng. Cá con có màu vàng hơn cá lớn, với một đốm đen lớn viền vàng trên vây lưng.
Số gai ở vây lưng: 12; Số tia vây ở vây lưng: 15–17; Số gai ở vây hậu môn: 2; Số tia vây ở vây hậu môn: 12–13; Số tia vây ở vây ngực: 18–20; Số vảy đường bên: 19–20.

## Sinh thái học
Thức ăn của P. leucozonus chủ yếu là tảo. Trứng của chúng bám dính vào chất nền. Cá đực có nhiệm vụ bảo vệ và chăm sóc trứng.